# Могильщик германский
Могильщик германский, или могильщик большой чёрный, (Nicrophorus germanicus) — вид жуков-мертвоедов из подсемейства могильщиков.

## Описание
Длина тела 17-40 мм. Надкрылья чёрного цвета (либо с красными пятнами и перевязями у нескольких аберраций). Булава усика одноцветная, чёрного цвета (снизу коричневатая), почти шаровидная. Переднеспинка щитовидная. Эпиплевры коричнево-красного цвета. На плечах надкрылий имеются длинные торчащие волоски смоляно-черного цвета. Задние края брюшных сегментов покрыты в чёрных волосках. На пигидии волоски несколько светлее. Задние голени имеют горбовидные зубчатые расширения снаружи.
Выделяют 2-3 подвида, статус которых разными авторами рассматривается по-разному.
Номинативный характеризуется более крупными размерами тела (21-40 мм), красно-коричневыми эпиплеврами надкрылий и преобладанием аберраций с одноцветно черными надкрыльями.

## Ареал
Вид широко распространен на территории Евразии. На востоке обитает до Монголии. Номинативный подвид встречается в Европе, в Малой Азии, Сирии и в Западном Иране.
Подвид N. g. fascifer обитает в Грузии, Армении и приграничных районах Турции (Каре).
Подвид N. g. morio занимает восток глобального ареала: Нижнее Поволжье, Заволжье, Южный Урал, северную половину Казахстана, юг Сибири (на восток до Забайкалья), северо-запад Китая и Монголию.

## Биология
Являются некрофагами: питаются падалью как на стадии имаго, так и в личиночной стадии. Жуки закапывают трупы мелких животных в почву (за что жуки и получили своё название «могильщики») и проявляют развитую заботу о потомстве — личинках, подготавливая для них питательный субстрат. В случае отсутствии основного пищевого источника описаны случаи факультативного хищничества либо же питания гниющими растительными остатками и грибами.
Откладка яиц проходит с мая по июнь. Благодаря развитым хеморецепторам усиков, они издалека чуют падаль и способны слетаться к ней за сотни метров. Самец и самка вдвоем закапывают найденную падаль (обычного это труп мелкого млекопитающего или птицы), выгребая из-под неё землю; тем самым они прячут её от других падальщиков (падальных мух и жуков). Они используют экскременты и слюну, чтобы замедлить разложение и убрать запах разложения, привлекающий внимание конкурентов. Закапывание также предохраняет труп от пересыхания в период, когда им питаются личинки. При рыхлой почве зарывание происходит очень быстро, за несколько часов. Иногда, подрываясь под труп с одной стороны, могильщики постепенно перемещают его с места, неудобного для погребения. После зарывания самка откладывает поблизости яйца (обычно в земляной ямке). Как правило, одну тушку занимает одна пара жуков, отогнавшая остальных. Из отложенных яиц выходят личинки с 6 малоразвитыми ногами и группами из 6 глазков с каждой стороны. Личинки развиваются при оптимальных условиях 20-22 дня. Интересной особенностью могильщиков является забота о потомстве: хотя личинки способны питаться самостоятельно, родители растворяют пищеварительными ферментами ткани трупа, готовя для них питательный «бульон». Это позволяет личинкам быстрее развиваться. Через несколько дней личинки зарываются глубже в землю, где окукливаются, превращаясь во взрослых жуков. Личинки III возраста строят куколочную камеру, окукливаются и впадают в диапаузу. Отдельные особи жуков появляется из куколок в конце сентября, но все они погибают, не оставляя потомство.